# .gn
.gn es el dominio de nivel superior geográfico (ccTLD) para Guinea.